# يوديد باريوم
 يوديد باريوم  مركب كيميائي له الصيغة BaI2 ، ويكون على شكل بلورات بيضاء.